# Державний комітет СРСР з телебачення та радіомовлення

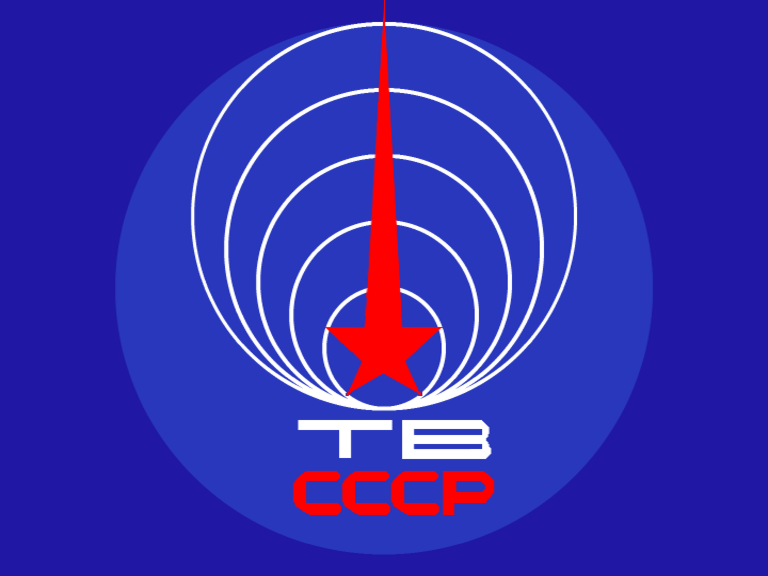
Емблема Центрального телебачення Держтелерадіо СРСР

Держтелерадіо СРСР (Державний комітет Ради міністрів СРСР з телебачення та радіомовлення) — комітет, що керував Центральним телебаченням Держтелерадіо СРСР.

## Історія
- 1931. Розпочав роботу Всесоюзний комітет з радіомовлення (ВКР) при Наркоматі пошт і телеграфів (рішення ЦК ВКП(б) від 10 вересня 1931).
- 1933. Створений Всесоюзний комітет з радіофікації та радіомовлення при Раді Народних комісарів СРСР (ВРК). Всесоюзний комітет з радіомовлення при Наркомзв'язку (1932 року Наркомпоштел був перейменований на Наркомзв'язку) ліквідований (постанова РНК СРСР від 31 січня 1933).
- 1946. Всесоюзний комітет з радіофікації та радіомовлення при РНК СРСР перетворений на ВРК при Раді Міністрів СРСР (закон про перетворення РНК на Раду Міністрів СРСР від 15 березня 1946).
- 1949. Рада Міністрів СРСР ухвалила рішення про реформування Всесоюзного комітету з радіофікації та радіомовлення при РМ СРСР на Комітет радіоінформації (внутрішнє мовлення) й Комітет з радіомовлення при РМ СРСР (для слухачів закордонних країн).
- 1953. Радіомовлення підпорядковано Міністерству культури СРСР. У складі останнього створені Головне управління радіоінформації (внутрішньосоюзне радіомовлення) та Головне управління радіомовлення (на закордонні країни).
- 1957. Створено Державний комітет з радіомовлення й телебачення при Раді Міністрів СРСР. Керівництво радіомовленням на закордонні країни було передано Державному комітету з культурних зв'язків із закордонними країнами, куди воно увійшло на правах Головного управління (постанова РМ СРСР від 16 травня 1957).
- 1959. Головне управління радіомовлення на закордонні країни Державного комітету з культурних зв'язків із закордонними країнами увійшло до складу Державного комітету з радіомовлення й телебачення при Раді Міністрів СРСР (постанова РМ СРСР від 28 травня 1959).
- 1962. Держкомітет з радіомовлення й телебачення при РМ СРСР перетворений на Державний комітет Ради Міністрів СРСР з радіомовлення й телебачення (указ Президії Верховної Ради СРСР від 18 квітня 1962).
- 1965. Держкомітет Ради Міністрів СРСР з радіомовлення й телебачення перейменований на Державний комітет з радіомовлення й телебачення при РМ СРСР (указ Президії Верховної Ради СРСР від 9 жовтня 1965).
- 1970. Комітет з радіомовлення й телебачення при РМ СРСР перетворений на союзно-республіканський Державний комітет Ради Міністрів СРСР з телебачення й радіомовлення (указ Президії Верховної Ради СРСР від 12 липня 1970).
- 1978. Створено Державний комітет СРСР з телебачення й радіомовлення (постанова Верховної Ради СРСР від 5 липня 1978).
- 1990. Організовані Міністерство друку й масової інформації РРФСР  [Архівовано 16 березня 2018 у Wayback Machine.] та Всеросійська Державна Телерадіокомпанія (постанова Президії Верховної Ради РРФСР від 14 липня 1990)
- 1991. Організована Всесоюзна Державна Телерадіокомпанія та Всесоюзна рада з телебачення й радіомовлення (постанова Ради Міністрів СРСР від 7 березня 1991).
- 1991. Організовано Міністерство друку та інформації СРСР (1 квітня 1991).
- 1991. Ліквідовані Міністерство друку та масової інформації РРФСР та Міністерство друку та інформації СРСР і створено Міністерство друку та інформації РРФСР   [Архівовано 11 травня 2013 у Wayback Machine.]
- 1991. Ліквідована Всесоюзна Державна Телерадіокомпанія і створена Російська Державна Телерадіокомпанія (указ Президента РФ від 27 грудня 1991).

## Голови комітету
- 1957–1959 — Дмитро Чесноков
- 1959–1962 — Сергій Кафтанов
- 1962–1964 — Михайло Харламов
- 1964[1]—1970 — Микола Мєсяцев
- 1970–1985 — Сергій Лапін
- 1985–1989 — Олександр Аксенов
- 1989–1990 — Михайло Ненашев
- 1990–1991 — Леонід Кравченко